# Paul Collins (scrittore)
Paul Collins (Pennsylvania, 12 gennaio 1969) è uno scrittore statunitense, famoso per la sua collaborazione con la casa editrice americana McSweeney's e con il magazine The believer, come direttore editoriale della collana Collins Library per McSweeney's Books, e per la sua partecipazione alla National Public Radio al programma Weekend Edition Saturday con Scott Simon.
I suoi libri trattano principalmente di figure semisconosciute della storia, a volte con "interviste" basate sulle memorie del personaggio. Collins, che ha un figlio autistico, è anche conosciuto per scritti sul tema dell'autismo. È sposato con l'autrice di libri per bambini ed illustratrice Jennifer Elder.

## Opere

### In italiano
- Collins, Paul, Né giusto né sbagliato : avventure nell'autismo, traduzione di Carlo Borriello, Milano, Adelphi [2005] ISBN 8845919889
- Collins, Paul, La follia di Banvard : tredici storie di uomini e donne che non hanno cambiato il mondo, Milano, Adelphi [2006] ISBN 8845920771
- Collins, Paul, Al paese dei libri, traduzione di Roberto Serrai, Milano, Adelphi, 2010 ISBN 9788845924880

### In inglese
- Community Writing: Researching Social Issues Through Composition (Erlbaum, 2001) ISBN 0-8058-3834-1
- Banvard's Folly: Thirteen Tales of Renowned Obscurity, Famous Anonymity, and Rotten Luck (Picador USA, 2001) ISBN 0-312-26886-6
- Sixpence House: Lost in a Town of Books (Bloomsbury, 2003) ISBN 1-58234-284-9
- Not Even Wrong: Adventures in Autism (Bloomsbury, 2004) ISBN 1-58234-367-5 [Trad. italiana: Né giusto né sbagliato (Adelphi, 2005)]
- The Trouble with Tom: The Strange Afterlife and Times of Thomas Paine (Bloomsbury, 2005) ISBN 1-58234-502-3
- The Book of William: How Shakespeare's First Folio Conquered the World (Bloomsbury, 2009) ISBN 1-59691-195-6
- The Murder of the Century: The Gilded Age Crime That Scandalized a City and Sparked the Tabloid Wars (June 2011)

## The Collins Library
1. English as She Is Spoke, di José da Fonseca e Pedro Carolino (1855) (McSweeney's, 2002) ISBN 0-9719047-4-X
2. To Ruhleben—And Back, di Geoffrey Pike (1916) (McSweeney's, 2003) ISBN 0-9719047-8-2
3. Lady into Fox, di David Garnett (1922) (McSweeney's, 2004) ISBN 1-932416-05-6
4. The Riddle of the Traveling Skull, di Harry Stephen Keeler (1934) (McSweeney's, 2005) ISBN 1-932416-26-9
5. The Lunatic at Large, di J. Storer Clouston (1899) (McSweeney's, aprile 2007) ISBN 1-932416-70-6